# Irene Ware
Pour les articles homonymes, voir Ware.
Irene Ware (née le 6 novembre 1910 à New York et morte le 11 mars 1993 à Orange, en Californie) est une actrice américaine. 

## Biographie
Irene Ware a été reine de beauté et showgirl avant de jouer dans 29 films, entre 1932 et 1940. Elle est célèbre pour son rôle de la princesse Nadji dans Chandu the Magician (1932) avec Edmund Lowe et Béla Lugosi, et en tant qu'actrice principale dans Le Corbeau, de 1935. 
Elle meurt le 11 mars 1993, à l'âge de 82 ans, à Orange en Californie.

## Filmographie
La filmographie d'Irene Ware, comprend les films suivants :
- 1932 : Society Girl (en) (non créditée)
- 1932 : Chandu le magicien (Chandu the Magician) : princesse Nadji
- 1932 : Six Hours to Live (en) (prostituée)
- 1933 : Humanity (en) (Olive Pelton)
- 1933 : Brief Moment (en) (Joan)
- 1933 : My Weakness de David Butler (Eve Millstead)
- 1934 : L'Étoile du Moulin-Rouge (non créditée)
- 1934 : Orient-Express (Janet Pardoe)
- 1934 : Let's Talk It Over (en) (Sandra)
- 1934 : Les Amours de Cellini (fille de la Maison royale de Bocci)
- 1934 : You Belong to Me (Lila Lacey)
- 1934 : Le Chanteur de Broadway (King Kelly of the U.S.A.) (princesse Tania)
- 1935 : Rendezvous at Midnight (en) (Myra)
- 1935 : Night Life of the Gods (en) (Diana)
- 1935 : Whispering Smith Speaks (en) (Nan Roberts)
- 1935 : Le Corbeau (Jean Thatcher)
- 1935 : Cheers of the Crowd (en) (Mary Larkin)
- 1935 : Happiness C.O.D. (en) (Carroll Sherridan)
- 1935 : False Pretenses (en) (Mary Beekman)
- 1936 : The Dark Hour de Charles Lamont : (Elsa Carson)
- 1936 : Murder at Glen Athol (en) (Jane Maxwell)
- 1936 : Un de la police montée (en) (Edith "Edie" Hyland)
- 1936 : In Paris, A.W.O.L. (Constance)
- 1936 : Federal Agent (en) (Helen Lynch / Helen Gray)
- 1936 : En parade (Irene)
- 1937 : The Live Wire (en) (Jane)
- 1938 : No Parking (en) (Olga)
- 1938 : Around The Town (Norma Wyngold)
- 1940 : The Dark Hour (en) (Dorothy Kenney)

## Galerie

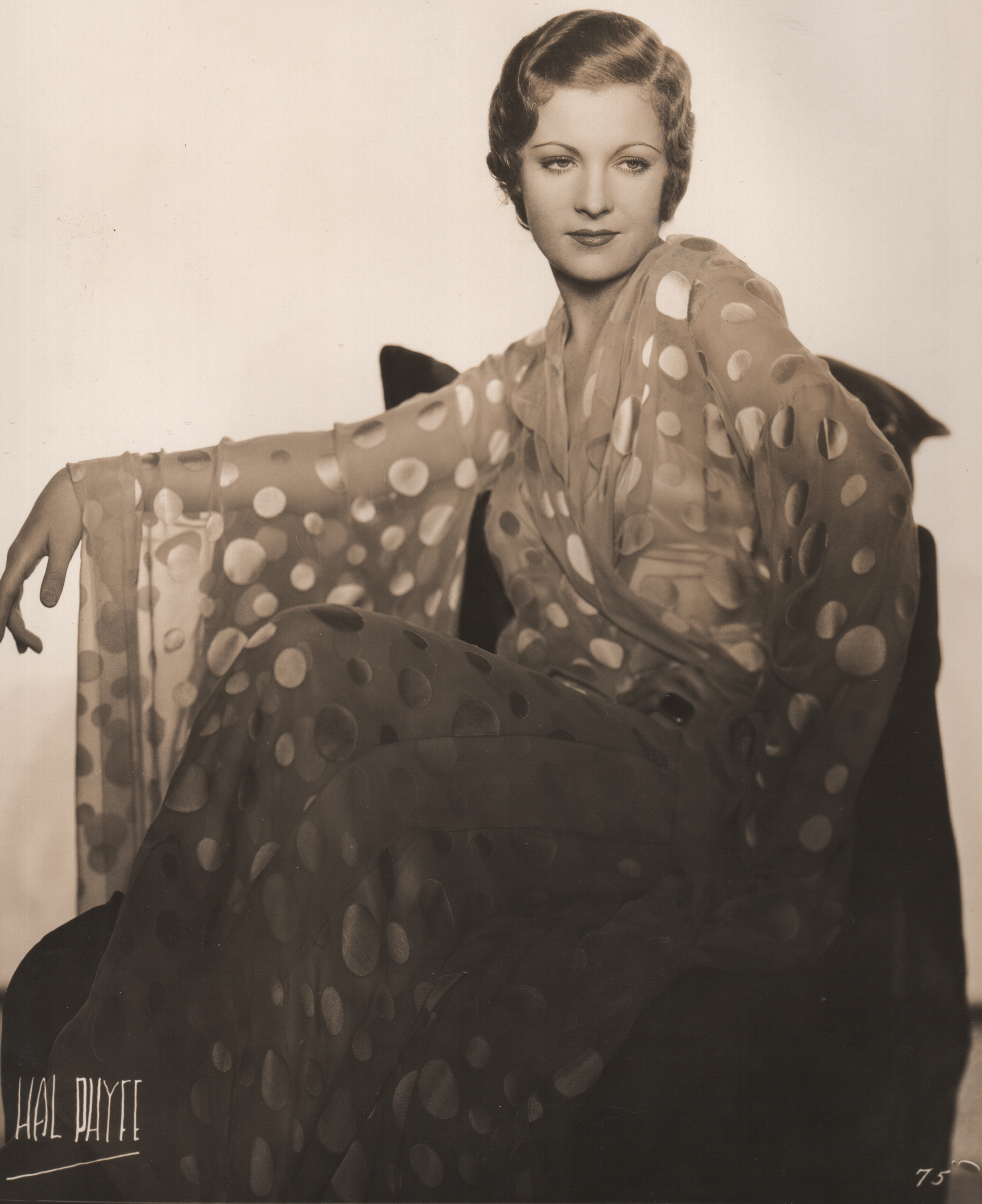
Irene Ware dans Chandu the Magician (1932).
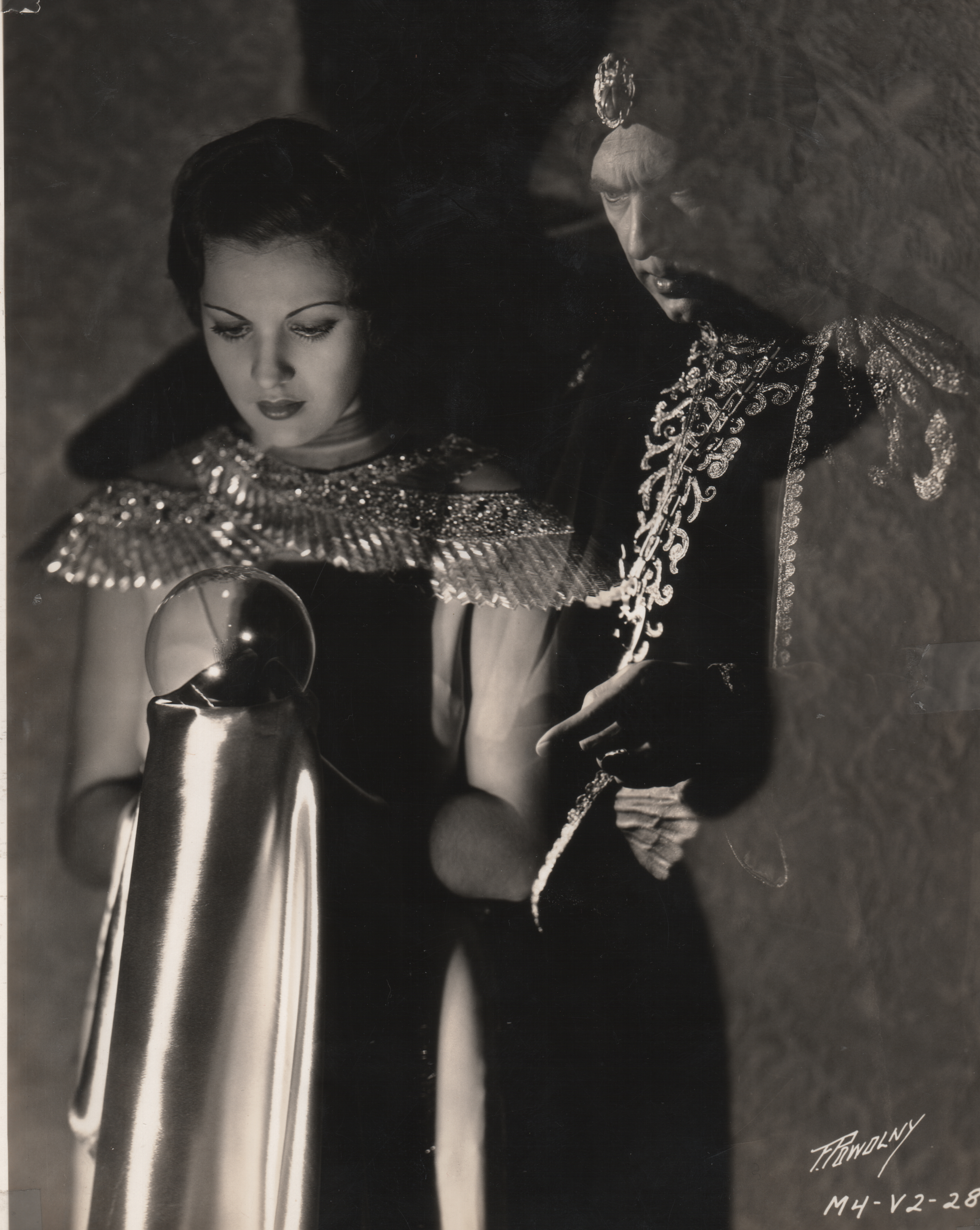
Irene Ware et Béla Lugosi dans Chandu the Magician.
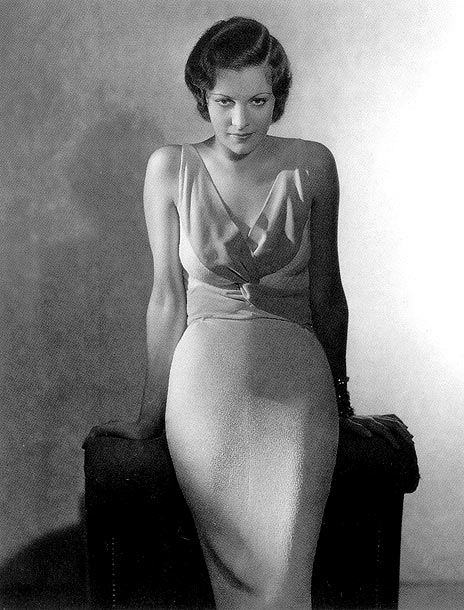
Irene Ware.
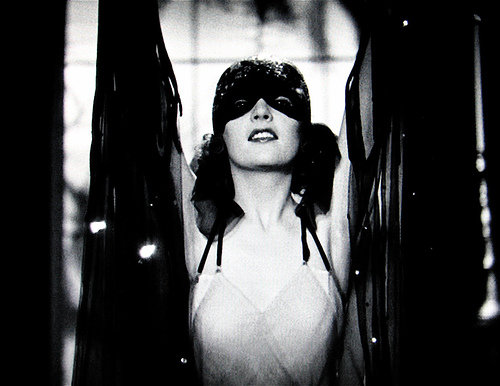
Irene Ware dans Le Corbeau (1935).

### Crédit d’auteurs
- (en) Cet article est partiellement ou en totalité issu de l’article de Wikipédia en anglais intitulé « Irene Ware » (voir la liste des auteurs).